# Oud-Heverlee Louvain (féminines)
Maillots
Actualités
Dernière mise à jour : 16 juillet 2019.
Oud-Heverlee Louvain (Oud-Heverlee Leuven) est un club belge de football féminin situé à Louvain dans la Province du Brabant flamand. C'est la section féminine de Oud-Heverlee Louvain. Le club louvaniste évolue depuis la saison 1995-1996 en D1.

## Histoire
En 1990, le FC Zwarte Duivels Oud-Heverlee débute avec une équipe féminine en provinciale du Brabant et termine 3e pour ses deux premières saisons. L'année 1992 voit l'équipe renforcée par un nombre croissant de jeunes joueuses. Un an plus tard, le FC Zwarte Duivels Oud-Heverlee obtient le titre provincial et sa promotion en nationale. Pour cette première saison, Oud-Heverlee termine troisième. En 1995, l'équipe remporte le titre de D2 et monte ainsi en D1. Au cours des trois premières saisons, le club termine en queue du classement mais réussit à se maintenir au plus haut niveau.

En 2002, il y a une grande fusion dans le football louvaniste entre les deux anciens clubs le Stade Louvain et le Daring Club Louvain ainsi que le Zwarte Duivels Oud-Heverlee. Le nouveau club issu de la fusion: Oud-Heverlee Louvain garde une section féminine.

Après dix-sept saisons en D1 (sans gagner de prix), Oud-Heverlee Leuven est l'un des membres fondateurs de la BeNe Ligue en 2012. Là, le club termine deux fois treizième et une fois dixième. Après la fin de la BeNe Ligue en 2015, Oud-Heverlee Louvain est repris en Super League.

## Palmarès

### Équipe A
- Championnat de Belgique : 2025
- Champion D2 : 1995
- Finaliste de la Coupe de Belgique : 2024

### Équipe B
- Champion D3 : 2010
- Champion D2 : 2019